# 福田聡
福田 聡（ふくた さとし、1975年9月12日 - ）はRMU所属のプロ雀士。 明治大学文学部卒業。三重県出身。

## 経歴
2021年12月、RMUに入会しプロに復帰。
以前は日本プロ麻雀協会に所属していた。

## 獲得タイトル
- 雀竜位戦第七期王者

第20期麻雀最強戦優勝